# 翠冠玉
翠冠玉（Lophophora diffusa）是烏羽玉屬下的一個種，因為和烏羽玉很像而有時被稱作“假烏羽玉”，與烏羽玉最明顯的差異是翠冠玉開白色的花以及偏黃綠的體色，而烏羽玉開紅色的花且體色偏暗綠。原産於墨西哥克雷塔羅郊區的半沙漠地區。 因為分佈範圍很小且僅有約三千個個體，加上非法採集用作麻醉藥而成為易危物種。 種小名diffusa指的是其所有小瘤向外突出而沒有主幹的形態。